# 大阪府第18区
大阪府第18区（おおさかふだい18く）は、日本の衆議院議員総選挙における選挙区。1994年（平成6年）の公職選挙法改正で設置。

## 区域
1994年（平成6年）公職選挙法改正以降の区域は以下のとおりである。
- 岸和田市
- 泉大津市
- 和泉市
- 高石市
- 泉北郡

大阪府南部（泉州）のうち北部に位置する、古い街並みと新興住宅街が共存するエリアである（南部は大阪府第19区）。宅地開発により和泉市を中心に人口は増加している。中選挙区制度時代は旧5区に属していた。

## 歴史
保守系の支持が厚く、自民党の中山太郎が親譲りの堅い地盤に支えられて、当選挙区初の選挙となる第41回衆議院議員総選挙で空手家で岸和田市議だった新進党の大西靖人を破り当選したのを皮切りに、連続当選を続けてきた。
しかし、2003年には民主党の中川治に比例復活による初当選を許し、当選挙区導入以来初めて野党議員が選出されることとなった。
2005年の第44回衆議院議員総選挙では、80歳を超えて高齢ながらも、小泉人気の恩恵を受け中山が大勝する。
2009年の第45回衆議院議員総選挙では、政権交代ムードによる自民党への逆風を跳ね返せず、中山は中川に敗れ落選した。これにより、大正時代生まれの国会議員は国会から姿を消した。また、1区の中馬弘毅と15区の竹本直一も小選挙区で落選したため、小選挙区制度導入後の大阪府下における自民党公認候補の連続当選記録は途絶えた。
2012年の第46回衆議院議員総選挙では、中山の後援会で青年局長だった遠藤敬が当初所属していた自民党から日本維新の会に移籍し、自民党は後に泉大津市長だった神谷昇を擁立。保守分裂の選挙となり、遠藤が神谷と中川らを破り初当選した。
2014年の第47回衆議院議員総選挙においても、遠藤が小選挙区当選で再選を果たし、神谷は比例復活で初当選を果たした。
2017年の第48回衆議院議員総選挙では、民進党が希望の党への合流並びに日本維新の会との間で大阪府下の小選挙区に候補者を擁立しない協力を受けて、民進党の当選挙区支部長で立候補予定者だった川戸康嗣は希望の党に移籍し、兵庫県第9区に国替え出馬となった。その中で前回同様3人の争いとなり、遠藤が小選挙区で3回目、神谷が比例復活で2回目の当選をそれぞれ果たした。
2021年の第49回衆議院議員総選挙では、遠藤が初当選以来の10万票超えかつ過去最多の得票数を得て、神谷と立憲民主党所属となり出馬した川戸の比例復活を許さず4回目の当選を果たした。
2024年の第50回衆議院議員総選挙では、自民党は神谷の後任に演歌歌手の尾形大作を選挙区支部長に選任するも、選挙区内への移住や活動が全くないことから地元の反発を受けて解任。その後、党の前鳥取県議員が公募に応じて支部長に選任されるが、その際に所属先の鳥取県連の承諾を得ず応じたため、1年間の常任総務の役職停止処分を受けた。また、川戸は奈良3区の候補者となり、日本共産党は候補者交代、参政党は初の擁立となった。相次いで候補者が変わった中であっても、遠藤が唯一の比例重複立候補者である自民党新人の復活を許す事なく、5回目の当選を果たした。

## 小選挙区選出議員
| 選挙名                 | 年     | 当選者   | 党派         |
| ---------------------- | ------ | -------- | ------------ |
| 第41回衆議院議員総選挙 | 1996年 | 中山太郎 | 自由民主党   |
| 第42回衆議院議員総選挙 | 2000年 | 中山太郎 | 自由民主党   |
| 第43回衆議院議員総選挙 | 2003年 | 中山太郎 | 自由民主党   |
| 第44回衆議院議員総選挙 | 2005年 | 中山太郎 | 自由民主党   |
| 第45回衆議院議員総選挙 | 2009年 | 中川治   | 民主党       |
| 第46回衆議院議員総選挙 | 2012年 | 遠藤敬   | 日本維新の会 |
| 第47回衆議院議員総選挙 | 2014年 | 遠藤敬   | 維新の党     |
| 第48回衆議院議員総選挙 | 2017年 | 遠藤敬   | 日本維新の会 |
| 第49回衆議院議員総選挙 | 2021年 | 遠藤敬   | 日本維新の会 |
| 第50回衆議院議員総選挙 | 2024年 | 遠藤敬   | 日本維新の会 |

## 選挙結果
時の内閣：第1次石破内閣 解散日：2024年10月9日 公示日：2024年10月15日
当日有権者数：42万7656人 最終投票率：47.69%（前回比：5.22%） （全国投票率：53.85%（2.08%））
| 当落 | 候補者名 | 年齢 | 所属党派     | 新旧 | 得票数   | 得票率 | 惜敗率 | 推薦・支持 | 重複 |
| ---- | -------- | ---- | ------------ | ---- | -------- | ------ | ------ | ---------- | ---- |
| 当   | 遠藤敬   | 56   | 日本維新の会 | 前   | 99,973票 | 51.24% | ――     |            |      |
|      | 内田隆嗣 | 45   | 自由民主党   | 新   | 46,366票 | 23.77% | 46.38% | 公明党推薦 | ○    |
|      | 馬場英樹 | 52   | 日本共産党   | 新   | 27,675票 | 14.19% | 27.68% |            |      |
|      | 松岡能礼 | 30   | 参政党       | 新   | 21,086票 | 10.81% | 21.09% |            |      |

時の内閣：第1次岸田内閣 解散日：2021年10月14日 公示日：2021年10月19日
当日有権者数：43万4309人 最終投票率：52.91%（前回比：6.64%） （全国投票率：55.93%（2.25%））
| 当落 | 候補者名 | 年齢 | 所属党派     | 新旧 | 得票数    | 得票率 | 惜敗率 | 推薦・支持 | 重複 |
| ---- | -------- | ---- | ------------ | ---- | --------- | ------ | ------ | ---------- | ---- |
| 当   | 遠藤敬   | 53   | 日本維新の会 | 前   | 118,421票 | 52.97% | ――     |            | ○    |
|      | 神谷昇   | 72   | 自由民主党   | 前   | 61,597票  | 27.55% | 52.02% | 公明党推薦 | ○    |
|      | 川戸康嗣 | 46   | 立憲民主党   | 新   | 24,490票  | 10.95% | 20.68% |            | ○    |
|      | 望月亮佑 | 29   | 日本共産党   | 新   | 19,075票  | 8.53%  | 16.11% |            |      |

- 川戸は48回は兵庫9区から立候補し、落選（旧希望の党と日本維新の会の候補者調整による国替え）。

時の内閣：第3次安倍第3次改造内閣 解散日：2017年9月28日 公示日：2017年10月10日
当日有権者数：43万7120人 最終投票率：46.27%（前回比：2.43%） （全国投票率：53.68%（1.02%））
| 当落 | 候補者名 | 年齢 | 所属党派     | 新旧 | 得票数   | 得票率 | 惜敗率 | 推薦・支持 | 重複 |
| ---- | -------- | ---- | ------------ | ---- | -------- | ------ | ------ | ---------- | ---- |
| 当   | 遠藤敬   | 49   | 日本維新の会 | 前   | 87,040票 | 44.32% | ――     |            | ○    |
| 比当 | 神谷昇   | 68   | 自由民主党   | 前   | 80,198票 | 40.83% | 92.14% | 公明党推薦 | ○    |
|      | 矢野忠重 | 67   | 日本共産党   | 新   | 29,164票 | 14.85% | 33.51% |            |      |

時の内閣：第2次安倍改造内閣 解散日：2014年11月21日 公示日：2014年12月2日
当日有権者数：42万5818人 最終投票率：48.70%（前回比：7.24%） （全国投票率：52.66%（6.66%））
| 当落 | 候補者名 | 年齢 | 所属党派   | 新旧 | 得票数   | 得票率 | 惜敗率 | 推薦・支持 | 重複 |
| ---- | -------- | ---- | ---------- | ---- | -------- | ------ | ------ | ---------- | ---- |
| 当   | 遠藤敬   | 46   | 維新の党   | 前   | 88,638票 | 44.24% | ――     |            | ○    |
| 比当 | 神谷昇   | 65   | 自由民主党 | 新   | 82,460票 | 41.15% | 93.03% | 公明党推薦 | ○    |
|      | 矢野忠重 | 64   | 日本共産党 | 新   | 29,275票 | 14.61% | 33.03% |            |      |

時の内閣：野田第3次改造内閣 解散日：2012年11月16日 公示日：2012年12月4日
当日有権者数：42万5921人 最終投票率：55.94%（前回比：9.55%） （全国投票率：59.32%（9.96%））
| 当落 | 候補者名 | 年齢 | 所属党派     | 新旧 | 得票数    | 得票率 | 惜敗率 | 推薦・支持           | 重複 |
| ---- | -------- | ---- | ------------ | ---- | --------- | ------ | ------ | -------------------- | ---- |
| 当   | 遠藤敬   | 44   | 日本維新の会 | 新   | 100,312票 | 43.68% | ――     | みんなの党推薦       | ○    |
|      | 神谷昇   | 63   | 自由民主党   | 新   | 83,388票  | 36.31% | 83.13% | 公明党推薦           | ○    |
|      | 中川治   | 61   | 日本未来の党 | 前   | 24,467票  | 10.65% | 24.39% | 新党大地・真民主推薦 | ○    |
|      | 矢野忠重 | 62   | 日本共産党   | 新   | 21,500票  | 9.36%  | 21.43% |                      |      |

時の内閣：麻生内閣 解散日：2009年7月21日 公示日：2009年8月18日
当日有権者数：42万4742人 最終投票率：65.49%（前回比：1.3%） （全国投票率：69.28%（1.77%））
| 当落 | 候補者名 | 年齢 | 所属党派   | 新旧 | 得票数    | 得票率 | 惜敗率 | 推薦・支持 | 重複 |
| ---- | -------- | ---- | ---------- | ---- | --------- | ------ | ------ | ---------- | ---- |
| 当   | 中川治   | 58   | 民主党     | 元   | 132,399票 | 48.60% | ――     |            | ○    |
|      | 中山太郎 | 85   | 自由民主党 | 前   | 104,699票 | 38.43% | 79.08% |            |      |
|      | 大塚康樹 | 41   | 日本共産党 | 新   | 27,440票  | 10.07% | 20.73% |            |      |
|      | 西川豊   | 45   | 幸福実現党 | 新   | 7,915票   | 2.91%  | 5.98%  |            |      |

時の内閣：第2次小泉改造内閣 解散日：2005年8月8日 公示日：2005年8月30日
当日有権者数：42万929人 最終投票率：64.19%（前回比：7.94%） （全国投票率：67.51%（7.65%））
| 当落 | 候補者名 | 年齢 | 所属党派   | 新旧 | 得票数    | 得票率 | 惜敗率 | 推薦・支持 | 重複 |
| ---- | -------- | ---- | ---------- | ---- | --------- | ------ | ------ | ---------- | ---- |
| 当   | 中山太郎 | 81   | 自由民主党 | 前   | 139,616票 | 52.90% | ――     |            |      |
|      | 中川治   | 54   | 民主党     | 前   | 93,402票  | 35.39% | 66.90% |            | ○    |
|      | 大塚康樹 | 37   | 日本共産党 | 新   | 30,912票  | 11.71% | 22.14% |            |      |

- 中山は2022年現在、大正生まれの最後の国会議員当選者である。日本最後の一覧を参照。

時の内閣：第1次小泉第2次改造内閣 解散日：2003年10月10日 公示日：2003年10月28日
当日有権者数：41万7574人 最終投票率：56.25% （全国投票率：59.86%（2.63%））
| 当落 | 候補者名 | 年齢 | 所属党派   | 新旧 | 得票数    | 得票率 | 惜敗率 | 推薦・支持 | 重複 |
| ---- | -------- | ---- | ---------- | ---- | --------- | ------ | ------ | ---------- | ---- |
| 当   | 中山太郎 | 79   | 自由民主党 | 前   | 108,996票 | 47.94% | ――     |            |      |
| 比当 | 中川治   | 52   | 民主党     | 新   | 89,930票  | 39.56% | 82.51% |            | ○    |
|      | 大塚康樹 | 36   | 日本共産党 | 新   | 28,417票  | 12.50% | 26.07% |            |      |

時の内閣：第1次森内閣 解散日：2000年6月2日 公示日：2000年6月13日 （全国投票率：62.49%（2.84%））
| 当落 | 候補者名   | 年齢 | 所属党派   | 新旧 | 得票数    | 得票率 | 惜敗率 | 推薦・支持 | 重複 |
| ---- | ---------- | ---- | ---------- | ---- | --------- | ------ | ------ | ---------- | ---- |
| 当   | 中山太郎   | 75   | 自由民主党 | 前   | 103,402票 | 47.47% | ――     |            | ○    |
|      | 喜多誠     | 27   | 民主党     | 新   | 64,259票  | 29.50% | 62.14% |            | ○    |
|      | 古久保暢男 | 66   | 日本共産党 | 新   | 42,750票  | 19.63% | 41.34% |            |      |
|      | 沖津しのぶ | 30   | 自由連合   | 新   | 7,402票   | 3.40%  | 7.16%  |            |      |

時の内閣：第1次橋本内閣 解散日：1996年9月27日 公示日：1996年10月8日 （全国投票率：59.65%（8.11%））
| 当落 | 候補者名   | 年齢 | 所属党派   | 新旧 | 得票数   | 得票率 | 惜敗率 | 推薦・支持 | 重複 |
| ---- | ---------- | ---- | ---------- | ---- | -------- | ------ | ------ | ---------- | ---- |
| 当   | 中山太郎   | 72   | 自由民主党 | 前   | 88,147票 | 41.82% | ――     |            | ○    |
|      | 大西靖人   | 39   | 新進党     | 新   | 78,822票 | 37.39% | 89.42% |            |      |
|      | 古久保暢男 | 63   | 日本共産党 | 新   | 38,932票 | 18.47% | 44.17% |            |      |
|      | 松本達也   | 43   | 自由連合   | 新   | 4,892票  | 2.32%  | 5.55%  |            |      |